# 飲膳正要

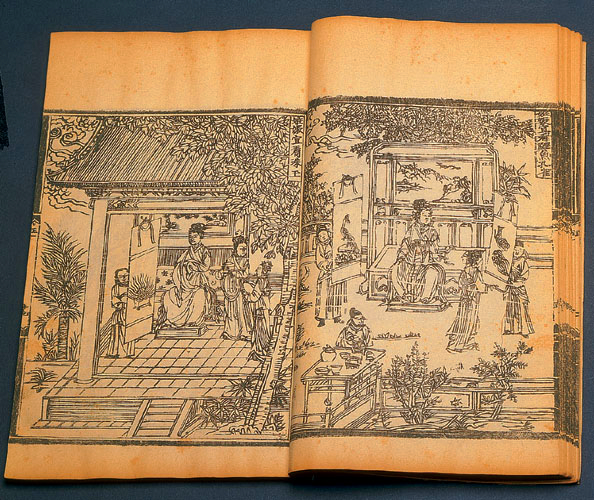
『飲膳正要』

『飲膳正要』（いんぜんせいよう）は、中国元代の料理書・養生書・本草書。当時のモンゴル料理や食事療法がイラスト付きで記されている。1330年、忽思慧が元の文宗に献上した。

## 内容
本書は現代では料理書として知られるが、本来は王侯貴族のための養生書である。書かれた時代を反映して、モンゴル語・トルコ語・ペルシア語・アラビア語・ウイグル語などの漢訳らしき語が多く含まれる。
料理は、滋養に良いとされる羊肉や、タルバガン、チャツァルガナなど、北方の特産品を使った料理が多い。西方料理もある。南方の中華料理は少ない。記述が簡潔なため、料理を再現するのは難しい。
医学面では、当時最先端だった金元医学は反映されておらず、旧来の説に従う部分が多い。
イラストは各巻にあるが、料理の図解よりも食事風景を主に描いている。画中には当時栄えた磁州窯の器も見える。

## 成立
元代の天暦3年（1330年）3月、忽思慧が文宗トク・テムルに献上した。忽思慧は、延祐年間（1314年 - 1320年）から「飲膳太医」を務めていた。「飲膳太医」とは、世祖クビライが設置した元代特有の官職（定員4名）であり、宮廷の料理人兼医師（太医）にあたる。
本書の編纂には、忽思慧だけでなく、趙国公の常普蘭奚も参加し、大司農の張金界奴が校正にあたり、虞集が序を寄せている。

## 伝来
本書は20世紀になるまで周知されていなかった。元代には公刊されず、秘府に蔵されていた。明代の景泰7年（1456年）、代宗景泰帝の命により覆刻・公刊された。この景泰本は日本にも伝わり、幕末の森立之らに言及された。20世紀、『四部叢刊続編』が日本の静嘉堂文庫所蔵の景泰本の影印を収録したことで、周知されるようになった。なお、景泰本と別系統の明刊本・鈔本や、残巻のみの元刊本も現存する。

## 日本語訳
- 忽思慧 著、金世琳；越智猛夫 訳『薬膳の原典 飲膳正要』八坂書房、1993年。ISBN 978-4896946239。（全イラストも収録）

### 関連文献
- ソロングト・バ・ジグムド 著、ジュルンガ；竹中良二；丸山博 訳『モンゴル医学史』農山漁村文化協会、1991年。ISBN 4-540-91074-4。
- 遠藤雅司「フビライとの宴 馬乞（マーチ）」『歴メシ！ 決定版――歴史料理をおいしく食べる』晶文社、2022年。ISBN 978-4794973429。
- 中村喬「『飲膳正要』 養生薬膳の書」『月刊しにか』第7巻、第12号、大修館書店、1996年。 NAID 40004854886。